# Gaisberg (Tiefgraben)
Gaisberg est une localité autrichienne. Elle fait partie de la commune de Tiefgraben du district de Vöcklabruck en Haute-Autriche. En 2005, elle comptait 483 habitants et 576 au 1er janvier 2019.